# Villagarcía del Llano
Villagarcía del Llano est une commune d’Espagne, dans la province de Cuenca, communauté autonome de Castille-La Manche.